# Noemia semirufa
Noemia semirufa là một loài bọ cánh cứng trong họ Cerambycidae.